# フランス関係記事の一覧
フランス関係記事の一覧（フランスかんけいきじのいちらん）では、フランスに関係する記事の一覧を50音順にまとめた。なお、フランス出身の人物についてはフランス人の一覧を参照。

## 英数字
0～9
- 2005年パリ郊外暴動事件
- 2012年フランス大統領選挙

A～Z
- France24
- G7
- Rue89
- SECAM
- SNCAC NC 211
- Prolog

## あ行
あ
- イヴァン・アタル
- アヴェロン県
- アカデミー・フランセーズ
- アグレガシオン
- アフリカン・ドクター（英語版） - フランス製作の映画作品。2016年公開
- アミアン大聖堂
- アルジェリア
- アルゾン
- アルベールビルオリンピック

い
- イ (ソンム県)
- ウジェーヌ・イヨネスコ

う
- ウォリス・フツナ
- ヴォワ・デュ・ノール

え
- エイレナイオス
- エズ
- エッフェル塔
- エポワス - 同国で生産されるチーズの一種

お
- 欧州連合
- 欧州連合加盟国
- 欧州宇宙機関
- オギー&コックローチ - 同国発のアニメ作品
- オック語
- オート＝コルス県
- オランジュ

## か行
か
- カール大帝
- カイエンヌ
- 凱旋門賞
- カタリ派
- カトリック教会
- カペー朝
- ガボン
- カメルーン
- ガリマール社
- カルヴァン主義
- カルカソンヌ
- カルフール
- カロリング朝
- カレー (フランス)
- カンヌ
- カンヌ国際映画祭
- カンボジア

き
- ギニア
- キネマ
- 共和国大統領 (フランス)
- キリクと魔女

く
- アンドレ・クリュイタンス
- グルノーブル
- クレティアン・ド・トロワ
- グレナ
- クレルヴォーのベルナール
- アレクサンドル・グロタンディーク

け
こ
- コアビタシオン
- 広州湾租借地
- 構造主義
- 公施設法人
- コートジボワール
- コートダジュール
- 国際サッカー連盟
- 国民運動連合
- 国境なき医師団
- 国境なき記者団
- ゴシック建築
- コモロ
- コルシカ語
- コルシカ島
- コルス＝デュ＝シュド県
- アルフレッド・コルトー
- コンゴ共和国
- コンコルド

## さ行
さ
- 在日フランス商工会議所
- 在フランス日本人
- アドルフ・サックス
- 三国干渉

し
- ジグとシャーコ - 同国発のアニメ作品
- シテ島
- ジブチ
- シャルル
- 十字軍
- 自由の女神像
- 自由フランス
- 自由フランス軍
- ジャポニスム
- シャム王国史
- シャルトル大聖堂
- シャルリー・エブド襲撃事件
- シャンソン
- ジャンヌ・ダルク
- シュド・アビアシオン
- シュド・エスト SE.200
- ジュネーヴ協定

す
- スルクフ

せ
- 西部戦線 (第一次世界大戦)
- 西部戦線 (第二次世界大戦)
- セネガル
- 潜水艦発射弾道ミサイル

そ

## た行
た
- ダーラ・J
- 第一次インドシナ戦争
- 第一次世界大戦
- ダ・ヴィンチ・コード
- フランス第五共和政
- 第二次世界大戦
- タリス

ち
- 地中海クラブ
- チャド
- 中央アフリカ
- チュニジア

つ
- ツール・ド・フランス

て
- テニスコートの誓い

と
- トゥールーズ
- トーゴ
- トータリー・スパイズ! - 同国発のアニメ作品

## な行
な
- ナポレオン・ボナパルト
- 難民

に
- ニジェール
- 日仏関係
- ニューカレドニア

ぬ
ね
の
- ノストラダムス
- ノートルダム大聖堂 (パリ)
- ノートルダム・ド・パリ
- ノール ノレクリン
- ノルマンディー上陸作戦

## は行
は
- ジェーン・バーキン
- 白色テロ
- パパ・ペンギン
- パリ
- パリ症候群
- パリ・コミューン
- パリの解放
- バンド・デシネ
- ヴァロア朝
- バンドレレ

ひ
- ピエールフォン城
- ヴィシー政権
- 百年戦争

ふ
- フェスト＝ノズ
- フォション
- 仏独協力条約
- 普仏戦争
- フランス共和国→フランス
- フランス領インドシナ
- フランク王国
- フランス極東学院
- フランス工業高等教育センター
- フランス外人部隊
- フランス学士院
- フランス革命
- フランス軍
- フランス君主一覧
- フランス系アメリカ人
- フランス現代思想
- フランスの国歌→ラ・マルセイエーズ
- フランスの国旗
- フランスの国章
- フランス語
- フランス語圏
- フランス時間
- フランスとモナコの関係（英語版）
- フランスの言語政策
- フランコフォニー国際機関
- フランス語から日本語への借用
- フランポネ
- フランスにおける日本の漫画
- フランス語から英語への借用
- フラングレ
- フランス植民地帝国
- フランス人
- フランス人の一覧
- フランスの映画
- フランスの科学技術（英語版）
  - フランスの科学技術における年表（フランス語版）
  - 科学技術学士号 (フランス)（フランス語版）
  - フランス情報科学技術協会連合（フランス語版）
- フランスの企業一覧
- フランスの教育
- フランスの競馬
- フランスの首相
- フランスのスポーツ
- フランスの世界遺産
- フランスの大統領
- フランスの大統領夫人の一覧
- フランスの地方行政区画
- フランスの地域圏
- フランスのファッション
- フランスのユーロ硬貨
- フランスの歴史
- フランス東インド会社
- フランス文化
- フランス文学
- フランス文化省
- フランス法
- フランス共和国憲法
  - フランス共和国憲法第49条（英語版）
- フランスの鉄道
- フランス国立行政学院
- フランスの都市共同体
- フランス領ギアナ
- フランス領ポリネシア
- フランス料理
- フランス6人組
- フランスワイン
- ブランデー
- ブルキナファソ
- ブルターニュ
- ブルトン人
- ニコラ・ブルバキ
- ブルボン家
- ブロックス
- プロムナード・デ・ザングレ
- ブンブン・タカコとブーブー・ヒューバート - 同国発のアニメ作品

へ
- ベシエール
- ベトナム
- ベナン

ほ
- ヴォージュ県
- ボジョレー
- ボジョレーワイン
- ポスト構造主義
- ユーゼフ・ポニャトフスキ

## ま行
ま
- ジャック・マイヨール
- マーガリン
- マジノ線
- マダガスカル
- マッシリア サウンド システム
- マフィア・トレセ（フランス語版）
- マリー・アントワネット
- マリ共和国
- マンサード屋根
- ブノワ・マンデルブロ

み
- ミニテル
- ミュジーク・コンクレート

む
- ムーラン・ルージュ

め
- メートル
- メロヴィング朝

も
- モナコ
- モーリタニア
- モロッコ
- モロッコ事件
- モンブラン

## や行
や
ゆ
- ユーロ圏

よ

## ら行
ら
- ラエリアン・ムーブメント
- ラオス
- ジョゼフ＝ルイ・ラグランジュ
- ラスコー洞窟
- ラ・マルセイエーズ （フランスの国歌）
- ラ・ロッシュ＝ポゼ

り
- リヨン

る
- ルーブル美術館
- ル・コルビュジエ
- ル・マン24時間レース

れ
- レジオンドヌール勲章
- レジスタンス運動
- レニエ
- レバノン
- レンヌ＝ル＝シャトーの謎

ろ
- ロッシュフルシャ

## わ行
わ
- ワロン語